# 黃憲卿 (嘉靖進士)
黃憲卿（1511年—？），原名黄相，字弘度，直隸常州府武進縣人，民籍，明朝政治人物。

## 生平
嘉靖十六年（1537年）丁酉科應天府鄉試第四十二名。嘉靖二十九年（1550年）庚戌科會試第四十九名，登第二甲第十五名進士。授户部主事，管德州倉，歷升郎中，官至江西按察司副使。年才五十，绝意仕进。

## 家族
曾祖黃孟瓛，南京太常寺典簿 贈刑部員外郎；祖父黃俊，山東鹽運使進階資治少尹；父黃誥，七品散官。母徐氏。具庆下。弟黄懋卿。